# Sejagung
Sejagung is een bestuurslaag in het regentschap Banyuasin van de provincie Zuid-Sumatra, Indonesië. Sejagung telt 2406 inwoners (volkstelling 2010).